# Samir Abbasov
Samir Abasov (Sumqayıt, 1º febbraio 1978) è un allenatore di calcio ed ex calciatore azero, di ruolo centrocampista, tecnico del Neftçi Baku.

## Carriera

### Club
Ha sempre giocato nella massima serie del proprio Paese con varie squadre. In carriera ha giocato complessivamente 16 partite nelle competizioni UEFA per club, turni preliminari inclusi; più precisamente, ha giocato una partita in Intertoto, 4 partite nei turni preliminari di Champions League e 11 partite nei turni preliminari di Coppa UEFA/Europa League.

### Nazionale
Ha fatto parte della nazionale azera dal 2004 al 2010.

## Palmarès

### Giocatore

#### Competizioni nazionali
- Campionato azero: 2

Inter Baku: 2007-2008, 2009-2010
- Coppa dell'Azerbaigian: 1

Neftchi Baku: 2003-2004